# Hinrich Rüping
Hinrich Rüping (* 9. Februar 1942 in Bielefeld) ist ein deutscher Rechtswissenschaftler, ehemaliger Hochschullehrer und früherer OLG-Richter.

## Leben
Rüping studierte bis zu seinem Ersten Juristischen Staatsexamen 1966 Rechtswissenschaften an den Universitäten Bonn und Freiburg. Nach den beiden juristischen Staatsexamina promovierte er sich 1968 bei Hans Welzel an der Universität Bonn mit einer Arbeit über Christian Thomasius’ Naturrechtslehre zum Dr. iur. 1974 schloss Rüping sein Habilitationsverfahren bei Hans-Ludwig Schreiber an der Universität Göttingen mit einer Arbeit über die Bedeutung des Grundsatzes des rechtlichen Gehörs im Strafverfahren ab und erhielt die Venia legendi für die Fächer Strafrecht, Strafprozessrecht, Steuerstrafrecht, Strafrechtsgeschichte und Rechtsphilosophie.
Es folgte im Anschluss eine Tätigkeit als Wissenschaftlicher Rat an der Universität Bonn, die in eine Professur mündete. 1980 wechselte er als ordentlicher Professor an die Universität Augsburg, 1985 wechselte er an die Universität Hannover. Ab 1986 war er auch als Richter im zweiten Hauptamt am Oberlandesgericht Celle tätig. Nach einer zweijährigen Professur an der Universität Halle ab 1999 kehrte Rüping 2001 wieder nach Hannover zurück, wo er bis zu seiner Emeritierung 2007 lehrte und forschte. Nach seiner Emeritierung nahm er einen Lehrauftrag an der Universität Göttingen an, den er bis 2014 wahrnahm. Von 2008 bis 2017 war er zudem als Rechtsanwalt in Hannover tätig.
Zu seinen akademischen Schülern gehört u. a. Georg Steinberg, der derzeit einen Lehrstuhl für Strafrecht und Strafprozessrecht an der Universität Potsdam innehat.

## Werk
Rüpings Forschungsschwerpunkte liegen vor allem in der Strafrechtsgeschichte der Aufklärung, der Strafrechtsgeschichte des Nationalsozialismus, der Strafrechtsphilosophie und dem Steuerstrafrecht. Eine vollständige Auflistung (bis 2008) der wissenschaftlichen Veröffentlichungen von Hinrich Rüping kann seiner Festschrift (s. u.) entnommen werden.
- Die Naturrechtslehre des Christian Thomasius und ihre Fortbildung in der Thomasius-Schule. Röhrscheid, Bonn 1968 (Dissertation).
- Der Grundsatz des rechtlichen Gehörs und seine Bedeutung im Strafverfahren. Duncker & Humblot, Berlin 1976, ISBN 978-3-428-03506-9 (Habilitationsschrift).
- Bibliographie zum Strafrecht im Nationalsozialismus. Oldenbourg, München 1985, ISBN 978-3-486-52711-7.
- Staatsanwaltschaft und Provinzialjustizverwaltung im Dritten Reich. Nomos, Baden-Baden 1990, ISBN 978-3-7890-2055-1.
- Staatsanwälte und Parteigenossen. Haltungen der Justiz zur nationalsozialistischen Vergangenheit zwischen 1945 und 1949 im Bezirk Celle. Nomos, Baden-Baden 1994, ISBN 978-3-7890-3645-3.
- Studien- und Quellenbuch zur Geschichte der deutschen Strafrechtspflege. Band 2. Scientia-Verlag, Aalen 1994, ISBN 978-3-511-07271-1.
- Das Strafverfahren. 3. Auflage. Vahlen, München 1997, ISBN 978-3-8006-1858-3.
- Denunziation im Dritten Reich und ihre Bewertung nach 1945, in Gerhard Köbler, Hermann Nehlsen (Hrsg.), Wirkungen europäischer Rechtskultur. Festschrift für Karl Kroeschel zum 70. Geburtstag, München 1997, S. 953–971
- „Hüter des Rechts und der Rechtseinheit“. Zur Bedeutung des Obersten Gerichtshofs in der Britischen Zone für die Rechtsgeschichte, Juristische Zeitgeschichte/Jahrbuch der Juristischen Zeitgeschichte, Band I, 1999/2000, S. 88–122
- Rechtsanwälte im Bezirk Celle während des Nationalsozialismus, Berliner Wissenschaftsverlag, 2. Auflage 2010
- Denunziationen im 20. Jahrhundert als Phänomen der Rechtsgeschichte, Historical Social Research, Band 26, 2001, Nr. 2/3, S. 30–43
- Justizpolitik in Celle unter britischer Besatzung, in: Peter Götz von Olenhusen (Hrsg.): 300 Jahre Oberlandesgericht Celle. Festschrift zum 300jährigen Jubiläum am 14. Oktober 2011, Göttingen: Vandenhoeck & Ruprecht, 2011, S. 99–110
- mit Günter Jerouschek: Grundriss der Strafrechtsgeschichte. 6. Auflage. C.H. Beck, München 2011, ISBN 978-3-406-62689-0.